# Pelouses et rochers du pays de Sierck
Pelouses et rochers du pays de Sierck este o arie protejată (sit de importanță comunitară — SCI) din Franța întinsă pe o suprafață de 683 ha, integral pe uscat.

## Localizare
Centrul sitului Pelouses et rochers du pays de Sierck este situat la coordonatele 49°27′10″N 6°21′39″E / 49.45278°N 6.36083°E.

## Înființare
Situl Pelouses et rochers du pays de Sierck a fost declarat arie specială de conservare în baza directivei 92/43 din 1992 referitoare la conservarea habitatelor naturale și a faunei și florei sălbatice pentru a proteja 9 specii de animale.

## Biodiversitate
Situată în ecoregiunea continentală, aria protejată conține 15 habitate naturale: Vegetație psamofilă uscată cu pășuni deschise de Corynephorus și Agrostis, Pante stâncoase calcaroase cu vegetație casmofită, Păduri de stejar sau de stejar și carpen sub-atlantice și medio-europene de Carpinion betuli, Păduri aluvionare cu Alnus glutinosa și Fraxinus excelsior (Alno-Padion, Alnion incanae, Salicion albae), Pajiști uscate seminaturale și facies de acoperire cu tufișuri pe substraturi calcaroase (Festuco-Brometalia) (* situri importante pentru orhidee), Mlaștini alcaline, Păduri pe pante, grohotișuri și ravene de Tilio-Acerion, Pajiști uscate europene, Pante stâncoase silicioase cu vegetație casmofită, Fânețe de joasă altitudine (Alopecurus pratensis, Sanguisorba officinalis), Izvoare petrifiante cu formare de travertin (Cratoneurion), Grohotișuri silicioase medio-europene, la altitudine înaltă, Roci stâncoase cu vegetație pionieră de Sedo-Scleranthion sau Sedo albi-Veronicion dillenii, Păduri de fag Asperulo-Fagetum, Pajiști calcaroase din nisipuri xerice.
La baza desemnării sitului se află mai multe specii protejate:
- amfibieni (1): izvoraș-cu-burta-galbenă (Bombina variegata)
- mamifere (3): liliac cu urechi mari (Myotis bechsteinii), liliac comun (Myotis myotis), liliacul mare cu potcoavă (Rhinolophus ferrumequinum)
- nevertebrate (3): fluturele auriu (Euphydryas aurinia), Euplagia quadripunctaria, fluturele purpuriu (Lycaena dispar)
- pești (2): zglăvoacă (Cottus gobio), Cottus perifretum

Pe lângă speciile protejate, pe teritoriul sitului au mai fost identificate 36 de specii de plante, 13 specii de păsări, 4 specii de amfibieni, 6 specii de mamifere, 43 de specii de nevertebrate, 5 specii de reptile.